# Antho prima
Antho prima är en svampdjursart som först beskrevs av Brøndsted 1924.  Antho prima ingår i släktet Antho och familjen Microcionidae. Inga underarter finns listade i Catalogue of Life.